# André Kaup
André Kaup (* 4. Juni 1964 in Jugenheim) ist ein deutscher Elektroingenieur und Hochschullehrer an der Friedrich-Alexander-Universität Erlangen-Nürnberg.

## Leben und Werk
Kaup studierte als Stipendiat der Studienstiftung des deutschen Volkes Elektrotechnik an der RWTH Aachen, wo er 1989 sein Diplom erwarb. Im Anschluss war er wissenschaftlicher Mitarbeiter am dortigen Institut für Elektrische Nachrichtentechnik und wurde dort 1995 mit einer Arbeit über Modelle zur regionenorientierten Bildbeschreibung zum Dr.-Ing. promoviert. Ab 1995 war er bei Siemens zunächst als Projektleiter auf dem Gebiet der digitalen Bildkommunikation im Fachzentrum Netze und Multimediakommunikation tätig, 1999 wechselte er als Leiter in den Bereich der Vorentwicklung mobiler Multimedia-Applikationen. Von 1997 bis 2001 war Kaup zudem der Leiter der deutschen MPEG-Delegation bei ISO/IEC und war stellvertretender Vorsitzender des DIN-Ausschusses Multimedia und Hypermedia-Information.
Von 1999 bis 2001 war Kaup außerdem Lehrbeauftragter an der TU München. Seit 2001 ist der Inhaber des ordentlichen Lehrstuhls für Multimediakommunikation und Signalverarbeitung an der Universität Erlangen-Nürnberg. Seit 2014 ist er zudem Vorsitzender des ITG/VDE-Fachausschusses „Bildkommunikation und Bildverarbeitung“ und Mitglied des wissenschaftlichen Beirats des VDE. Seit 2013 ist er IEEE Fellow. Von 2015 bis 2017 war er Prodekan der technischen Fakultät der Universität Erlangen-Nürnberg. Im März 2018 wurde er zum ordentlichen Mitglied der Bayerischen Akademie der Wissenschaften gewählt. Im Jahr 2019 erhielt Kaup den "Preis für gute Lehre" des bayerischen Staatsministeriums für Wissenschaft und Kunst, welcher jährlich die Arbeit der besten Lehrpersonen an staatlichen bayerischen Universitäten würdigt. 2024 wurde er zum Mitglied der Deutschen Akademie der Technikwissenschaften gewählt. 2025 wurde Kaup Mitglied der Academia Europaea.
Kaups Forschungsschwerpunkte liegen vor allem in der Bild- und Videosignalverarbeitung, der Codierung von Bild- und Videodaten sowie der Multimediakommunikation. Auf dem Gebiet der Videosignalverarbeitung und -übertragung widmet er sich mit seinem Tema vor allem der Entwicklung von Algorithmen für die Quellencodierung von Bild- und Videosignalen, insbesondere von sehr hochaufgelösten Videosignalen, und der Qualitätsverbesserung von gestört empfangenen Videosignalen. Bei der Signalverarbeitung konzentriert er sich vorwiegend auf Mehrkamerasysteme. Bislang ist er (Co)-Autor von über 350 wissenschaftlichen Publikationen und (Mit)-Erfinder von über 80 Patenten und Offenlegungen.